# ポール・クルーグマン
ポール・ロビン・クルーグマン（Paul Robin Krugman、1953年2月28日 - ）は、アメリカの経済学者、コラムニスト。ニューヨーク市立大学大学院センター（CUNY）教授。
2008年度ノーベル経済学賞受賞。

## 略歴
- 1974年 イェール大学を卒業し学士（経済学専攻）。
- 1977年 マサチューセッツ工科大学でPh.D.を取得。博士課程の指導教員はルディガー・ドーンブッシュ[7]。
- 1977年 - 1980年 イェール大学助教授に就任。
- 1980年 - 1984年 マサチューセッツ工科大学准教授に就任。
- 1982年 - 1983年 レーガン政権で大統領経済諮問委員会委員を務め、IMF、世銀、EC委員会エコノミストを務める。
- 1984年 - 1994年 マサチューセッツ工科大学教授に昇格。
- 1994年 - 1996年 スタンフォード大学教授に就任。
- 1996年 - 2000年 マサチューセッツ工科大学教授に復帰。
- 2000年 - 2015年 プリンストン大学教授に就任。
- 2005年 - ロンドン・スクール・オブ・エコノミクス100周年記念講座教授に就任。
- 2015年 - ニューヨーク市立大学大学院センター教授に就任。
- 2000年からニューヨーク・タイムズのコラムを担当している。

## 受賞歴
- 1991年 ジョン・ベーツ・クラーク賞
- 2004年 アストゥリアス皇太子賞社会科学部門
- 2006年 トムソン・ロイター引用栄誉賞
- 2008年 ノーベル経済学賞[8][9]。

## 業績
国際貿易理論に規模による収穫逓増を持ち込み、産業発生の初期条件に差がない国同士で比較優位が生じて、貿易が起きることをモデル化。このモデルは、自動車産業など同種の製品を作る産業が、アメリカやヨーロッパ、日本にそれぞれ存在して、互いに輸出しあっている現実を反映する。
続いて国際貿易理論を国内の産業の分布に当てはめ、地域間の貿易をモデル化。ハリウッドやデトロイトなど特定の産業が集約した都市が、初期の小さな揺らぎから、都市として成長して自己組織化する、都市成長のモデルも作り上げた。
また、変動為替相場では、投機家の思惑が自己成就的な相場の変動を作り出し、変動為替相場が本質的に不安定であることを示した。

## 人物
ロシア系移民の子孫であり、ニューヨーク州のロングアイランドで育った。子供のときは、学校で「オタク」だといじめられたとされる。一度の離婚歴があり、プリンストン大学の同僚ロビン・ウェルスと再婚している。
ロバート・ソローは、マサチューセッツ工科大学院時代の恩師である。友人に経済学者のクリスティーナ・ローマー、ジーン・グロスマン、歴史学者のショーン・ウィレンツなどがいる。
時の権力者や経済学の先人たちそして通説をバッサリ切り捨てる容赦ない批判姿勢は、激しい反発や非難を受けることが常だったとされる。自身について、外交・貿易交渉については専門ではないとしており、特に政治的な側面は分かっているつもりはないと述べている。
ニューヨーク市立大学での年俸はUSD$225,000（約2,300万円）とされている。

### コラム
ニューヨーク・タイムズ紙のサイト上に持つブログ「The Conscience of a Liberal」では、リベラル派の立場から保守派に論争をしかけ、エコノミストのブログ空間上で常に議論を巻き起こし続けている。ニューヨーク・タイムズに寄稿するコラムがマーケットを動かすと言われるほどの影響力を持つ。

### アメリカの政治に対する姿勢
専門の国際経済学の分野以外でも積極的に発言しており、反ジョージ・W・ブッシュの旗手としても知られる。経済学者の祝迫得夫は「2008年にノーベル経済学賞を受賞したクルーグマンはある意味、政治的だった。当時はアメリカ大統領選直前で、欧州の知識人はブッシュ政権にうんざりしていたため、ブッシュを激しく批判していたクルーグマンを持ち上げるような意味合いがあったのではないか」と述べている。また、ブッシュ政権だけでなく、バラク・オバマ政権にも批判的である。
2008年アメリカ合衆国大統領民主党予備選挙のキャンペーンでヒラリー・クリントン候補のメディケア政策を擁護した。

### SFファン
SFファンとしても知られ、アイザック・アシモフの「銀河帝国の興亡」に登場する心理歴史学者ハリ・セルダンにあこがれたことが、経済学の道に進む動機になったと語っている。1978年(イェール大学時代)に「恒星系間貿易の理論」をパロディ論文として著したり、イグノーベル賞の講演で、地球全体の輸出入総計の不均衡の原因を宇宙人に求めるおふざけ講演などを行っている。

## 主張
大恐慌時のニューディール政策を信奉している。

### 2007年の世界金融危機
2012年現在続いているアメリカと欧州連合（EU）の金融危機の終わりは遠いとし、ドイツ主導の緊縮政策が1930年代のような経済恐慌をもたらす恐れがあるとの見方を示している。
クルーグマンは、2010年当時、緊縮策は「ひどい考えである」と述べていたが、2014年11月4日にIMFの内部監察を行う独立評価機関（IEO）報告書で、IMFが2008年の金融危機後に主要先進国に緊縮策・予算削減を求めたことは誤りだったとの判断を示したため、クルーグマンなどIMFに批判的だった識者の見解の信頼性を高めることにつながった。

#### アメリカ
クルーグマンは、グラム・リーチ・ブライリー法の発起人であるフィル・グラム上院議員を「金融危機の父」と呼んでいる。
サブプライム住宅ローン危機が起きる前、クルーグマンはFRBが行っている継続的な利上げが、アメリカの住宅バブルを崩壊させる可能性があると指摘していた。
2008年10月6日、クルーグマンは「アメリカは流動性の罠の領域にある」と指摘し「伝統的な金融政策にはもう余地がなく、弾は尽きてしまった」「（アメリカ）は日本になってしまった」と述べた。リーマンショック後、政府が適切な雇用創出政策が実現可能でなかったことについて「多くの経済学者は、雇用危機解決の道筋を示す代わりに、インフレと負債への恐怖を極端にあおり、自らが問題の一部となってしまった」と述べている。
著書『End This Depression Now!』（和訳『さっさと不況を終わらせろ』2012年）では、アメリカでの失業率が高止まりした状況に、有効な手を打てずにいるアメリカ政府・FRBを批判している。

#### 欧州
2014年5月27日、ポール・クルーグマンはポルトガル・シントラで開催されたECBフォーラムで、ユーロ圏が日本型のデフレーションに陥る恐れがあると言明し「インフレ率が過度に低いとの理由で経済が持続的に低迷している状況を静観し、1933年のようなデフレスパイラルに陥りそうになった段階で対処しようとしても、阻止することはできない」と指摘している。
クルーグマンは、欧州中央銀行（ECB）と他の中央銀行は、1990年代以降据え置いているインフレ目標の水準を引き上げる必要があるとの考えを示した。

### 最低賃金
2013年の段階で、米国大統領バラック・オバマによる最低賃金を時給9ドルに引き上げる政策を歓迎している。低所得者のインフレを加味した実質給与水準が上昇し、とりわけ勤労労働者の待遇が改善されるためであるとしている。また最低賃金の上昇で、勤労所得税額控除の使用者への利益が低所得者へより多く配分されるようになるとしている。

### TPP批判
クルーグマンは以下のような観点から環太平洋戦略的経済連携協定への批判を展開する。
- 関税は既に現在でも十分低いにもかかわらずそれをさらに下げ、悪いことに薬の特許や映画のコピーライトといった知的財産権の強化をする。特許というのは我々が独創性にどう報賞するかであり、顧客の出費を上げることで報賞すべきものだろうか。大規模な製薬会社やハリウッドはそれで報賞すべきと考えるだろうが、それによって高価になった薬に途上国の人々がアクセスできなくなってしまうことが懸念される。
- 多国籍企業が国家を訴え、その裁判が部分的に民営化された司法団体によって裁かれるようなシステムがTPPによって作られてしまう。そのようなシステムはアメリカ国内の政策運営の阻害要因になる。例えば金融市場の規制はターゲットにされる可能性がある。例えば2010年に提唱されたボルカー・ルールも狙い撃ちにされるかもしれない。

- オバマ政権とホワイトハウスは基本的には実直だが、こと国際貿易・投資についての政策になると正直ではない。オバマ政権はTPP懐疑派は完全に間違っていると主張し、懐疑派があたかも貿易の価値がわからない経済音痴のように扱おうとしている。
- 自由貿易にメリットはある。だが問題は彼らが進めているTPPはそもそも貿易協定とは異なるものであり、協定の中身がアメリカにとって良いものではない。

### 日本経済

#### 流動性の罠
1980年代のバブル不況後の日本の経済をニュー・ケインジアン的なモデルを使ってモデル化し、流動性の罠に落ちていることを指摘した。
日本銀行が多額の日本国債を引き受けることに関連するインフレーションについては「人々の消費がその経済の生産能力（供給力）を超える状態のときに限り、紙幣増刷由来のインフレが発生する」と述べる。というのも流動性の罠に陥っている状況では、IS-LM分析でLM曲線がフラットになっているためにマネタリーベースの増加が金利上昇を喚起しないからである。
流動性の罠は発生原理の説明がないことをリチャード・ヴェルナーから批判されている。

#### 長期停滞・デフレ脱却のための提言
2000年6月、日本銀行執行部はゼロ金利政策の解除へ傾いていたのに対し、クルーグマンなどの学界はゼロ金利政策を超えた金融緩和政策に踏み切るべしと主張し、両者は激しく対立していた。日銀はクルーグマンの分析を熱心に取り入れていたとされる（2003年時点）。クルーグマンは、1990年代、2000年代の日本銀行の政策判断について「間違いだった」と指摘している。
流動性の罠に陥った状況下で信頼できるインフレ期待をどのように作るのかと尋ねられた際、クルーグマンは「金融政策でできることは何もない」と譲歩していた。そして、「この場合、一時的な財政政策が効果的だ」と述べていた。クルーグマンは「日本が高水準の財政支出を長期間続けることは可能ではない。GDP比で10%を超える財政赤字はしばらく続けられるが、いつまでもできるかというと別の問題である。政府債務の水準は非常に高く、急速に拡大していくので遅かれ早かれ問題のある状態に陥ってしまう。財政政策が答えでないのであれば何があるのか。そこに金融政策という答えがある」と指摘している。
クルーグマンは日本が長期不況から抜け出すための解答自体は極めて簡単であり、お金を大量に刷ること(Print lots of money)で需要を喚起し、インフレ期待を作成することが経済を拡大する唯一の方法であると述べている。
クルーグマンは、現時点で金融緩和の余地がなくても、将来の時点では金融緩和の余地があるためそれにコミットすることで、流動性の罠から脱出できるとしており、将来の金融緩和の具体案としてインフレ・ターゲットを提示した。クルーグマンのインフレ・ターゲット政策の核心は、市場参加者の期待形成に影響を与えることにある。クルーグマンの提案は、実質金利の低下によって経済の不安定性を解消させるというものである。クルーグマンは著書『危機突破の経済学』で「日本の場合、大型の財政政策は難しく、金融政策としてのインフレ・ターゲットを導入するべきである」と指摘していた。

#### 日本への謝罪
デフレ不況に対する日本政府や日本銀行の対応の遅さを繰り返し批判してきたが、2007年以降の金融危機には、かつて自分の主張を受け入れなかった日本の政策当局と同じことしか出来ないアメリカ当局を目の当たりにして「同じような状況に直面し我々も同じことをしている、日本人に謝らなければならない」と自虐的に嘆いてみせた。クルーグマンは「アメリカも日本以上にひどい対応をしている。アメリカは財政を緊縮させ、不適切な金融政策をとってきた」「歴代の日銀総裁にもおわびしなければならない。しかし、決して彼らが正しかったからではない。間違いだった。『正しい政策判断をすることがいかに難しいか、今なら理解できる』という意味で、おわびしたい」と述べている。
2014年10月31日、クルーグマンはニューヨーク・タイムズに「日本への謝罪」と題するコラムを寄稿し、欧米の政策に関して「2008年以降は、日本がかすむほどの失敗だった。我々は、日本に謝らなければならない」と述べた。クルーグマンは、日本の「失われた20年」は、「反面教師として、先進国経済が進むべきではない道を示してきた」と述べ、自身の批判そのものは間違ってはいなかったが、認識が甘かったとしている。クルーグマンは「欧米のことを棚上げして、日本を批判したことに対する謝罪である。欧米が日本の失策から学ばずに、日本よりひどい失策をしたことに対する反省と皮肉である」と述べている。クルーグマンは、欧米が日本の教訓を生かせなかった理由について「我々の社会に巣食う根深い格差のためだ」と述べている。

#### アベノミクス
安倍晋三首相が取り組んでいる経済政策「アベノミクス」について「素晴らしい結果を伴っている」と評価しており、「プリンストン大学の経済学者達が十数年前に書いていた論文に内容がそっくりだ」と述べている。クルーグマンは「日銀が方針を転換し、2%の物価目標を掲げ、その効果を持続させるために政府が短期間、財政出動をし景気を刺激する。医師が処方したとおりのことを実行している」と述べているが、後に「日銀の金融政策は失敗するかもしれない」「金融政策ではほとんど効果が認められない」とアベノミクスの効果に否定的な見解を示している。
消費税増税
第2次安倍内閣での大胆な金融政策・量的緩和によってこの提言がマクロ経済政策に反映される形となった。しかしながら長期にわたるデフレのために依然として実質金利が高止まりしており、日本経済がデフレを脱し健全な経済成長をするまでは消費税の増税をするべきではないとの認識をクルーグマンは示している。もし脆弱な景気回復の中で消費増税を行えば、一時期の回復が自滅的な結果に終わってしまう可能性があることが懸念されるとしている。財政規律の名のもとに、回復基調の経済を危険に晒すことは愚かなことだとクルーグマンは論じる。
またクルーグマンは「消費増税した日本がうまくいけば、世界各国のロールモデルになることは間違いない。積極的な対策をとれば必ずデフレから脱却できるという強いメッセージになる。世界の多くの国が固唾を呑んでその行方を見守っている。今（2013年）、世界経済を救うために、日本が必要とされている」と指摘している。
安倍晋三について
一方で安倍晋三についてはThe New York Times紙上の著名なコラムにおいて辛辣な表現をしたことがあり、「彼（安倍）はナショナリストであり第二次世界大戦時の虐殺否定論者であり、経済政策に対してはほとんど関心がない」「彼が（経済政策の通説に）挑戦しているとすれば、それはおそらく教えられた見識に対してとりあえず反対しておこうとすることであって、異端とされてきた（金融政策）理論を考量しようというためではないだろう」と述べている。

#### 人口
日本の低成長について「日本には大きな長期的問題があり、基本的には日本人の不足が問題だ」「日本の人口動態はひどい。労働年齢人口1人当たりの成長はさほど悪くない」と指摘している。

### 中国経済

#### 人民元
人民元の為替レートが人為的に低水準に保持されていることに言及し「ドルが下落するにもかかわらず、一貫して人民元の対ドルレートを固定させる政策は、世界経済に大きな害を与えている」と述べている。

#### バブル懸念
2014年現在の中国経済は投資バブル状況にあり、金融危機が生じる可能性が高く、バブル崩壊がすれば中国経済は日本で起きたことよりもひどい惨状になるとしている。中国経済が悪化すれば、世界経済に計り知れない打撃を与えることになり、特に欧州は中国の最大取引先でもあるため、影響は甚大であるとしている。
2023年7月にはニューヨーク・タイムズへ寄稿した文章の中で中国経済に関する見解と予測を述べており、現在は減速に向かっているとした上で、日本経済のように低迷するのではなく、もっと悪くなるとの見解を述べている。人口動態の影響で低迷するのは日本も同じであったが、中国の場合は経済がアンバランスであり、日本のように国民の苦しみや社会的不安定を伴わずに低成長を管理する能力を権威主義的な中国が有しているかどうかという点を疑問視している。

## 論争・批判
クルーグマンの「現代の経済学は、市場は失敗しないという前提で、景気変動は中央銀行の金融政策だけで制御できると考えていたがそれは間違いだった。財政出動で政府が介入しなければならない」という指摘に対し、経済学者のジョン・コクランは2009年時点で「財政出動で金融危機は解決できると示されたわけではない。クルーグマンの議論は、財政出動に国民の支持を取り付けたいという政治的動機によるものであり、経済学者への不当な中傷である」と反論している。コクランは「財政出動を疑問視する現代の経済学・経済学者の権威を傷つけ、『彼らは信用できない』という印象を国民に植え付けようとしている」と述べている。
経済学者のダニエル・クラインは2009年に「彼は辛口になる一方で、多くの発言は間違いで軽率である」と批判している。
ニューヨーク・タイムズのオンブズマンで公共編集者だったダニエル・オクレントは2005年に「クルーグマンは、数字を偽り、都合のいい数字だけ引き合いに出す癖がある。彼の信奉者は喜ぶが、他は猛反発しそうなやり方である」と述べている。それに対しクルーグマンは、敵視する保守派の批判にオクレントは屈服したのだと反論している。実際に専門外のテーマではときおり事実誤認もあったとされる。
経済学者の小林慶一郎は、自分の指導教官であるロバート・ルーカスを批判するクルーグマンを「クルーグマンは、マクロ経済学の業績は少なく、万人が認めるマクロ経済学の専門家とは言えない。クルーグマンが、現代マクロ経済学を批判するのは、現代マクロに対する無理解が原因の一端なのかもしれない」と述べている。

## 邦訳著作

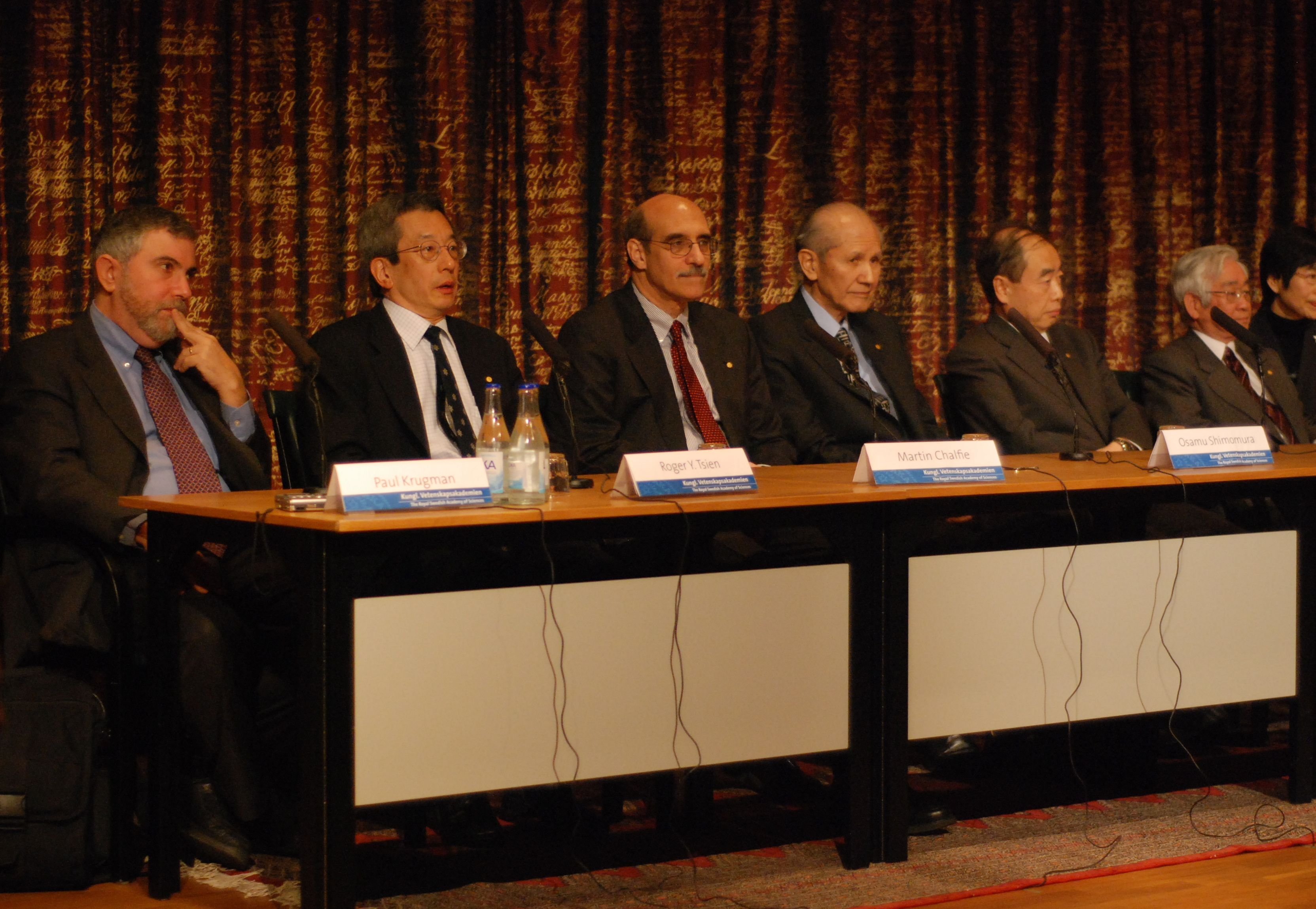
2008年12月7日、スウェーデン王立科学アカデミーにて

### 単著
- Exchange-Rate instability (1988年11月)
  - 『為替レートの謎を解く』 伊藤隆敏訳（東洋経済新報社、1990年）
- Geography and trade (1991年8月)
  - 『脱「国境」の経済学　産業立地と貿易の新理論』 北村行伸訳（東洋経済新報社、1994年）
- Peddling Prosperity (1995年4月)
  - 『経済政策を売り歩く人々』 伊藤隆敏 他訳（日本経済新聞社、1995年）
- Pop internationalism (1996年3月)
  - 『クルーグマンの良い経済学悪い経済学』 山岡洋一訳（日本経済新聞社、1997年）
- The Self-Organizing Economy (1996年2月)
  - 『自己組織化の経済学　経済秩序はいかに創発するか』 北村行伸訳（東洋経済新報社、1997年）
- Has the adjustment process worked? (1991年6月)
  - 『通貨政策の経済学　マサチューセッツ・アベニュー・モデル』 林康史訳（東洋経済新報社、1998年）
- Collected Essays of Paul Krugman Appeared in Foreign Affairs
  - 『資本主義経済の幻想　コモンセンスとしての経済学』 北村行伸訳（ダイヤモンド社、1998年）
- The age of diminished expectations (1990年8月)
  - 『予測 90年代、アメリカ経済はどう変わるか。』長谷川慶太郎訳（阪急コミュニケーションズ、1990年）
  - 『クルーグマン教授の経済入門』 山形浩生訳（メディアワークス、1998年）
- The Accidental Theorist : And Other Dispatches from the Dismal Science (1998年5月)
  - 『グローバル経済を動かす愚かな人々』 三上義一訳（早川書房、1999年）
- The return of depression economics (1999年5月)
  - 『世界大不況への警告』 三上義一訳（早川書房、1999年）
- Development geography, and economic theory (1995年9月)
  - 『経済発展と産業立地の理論　開発経済学と経済地理学の再評価』 高中公男訳（文真堂、1999年）
- Rethinking international trade (1990年4月)
  - 『国際貿易の理論』 高中公男訳（文真堂、2001年）
- Japan's trap
  - 『恐慌の罠　なぜ政策を間違えつづけるのか』 中岡望訳（中央公論新社、2002年）
- The Great Unraveling (2003年9月)
  - 『嘘つき大統領のデタラメ経済』 三上義一訳（早川書房、2004年）
- The Conscience of a Liberal (2007年10月)
  - 『格差はつくられた　保守派がアメリカを支配し続けるための呆れた戦略』 三上義一訳（早川書房、2008年）
- The return of depression economics and the crisis of 2008 (2008年12月)
  - 『世界大不況からの脱出　なぜ恐慌型経済は広がったのか』 三上義一訳（早川書房、2009年）
- End This Depression Now! (2012年4月) ISBN 978-0393088779
  - 『さっさと不況を終わらせろ』山形浩生訳 (2012年7月) ISBN 978-4152093127
- Arguing with Zombies (2020年1月)

### 共著
- International economics : Theory and policy
  - （モーリス・オブストフェルド）『国際経済　理論と政策』 竹中平蔵他訳　（サイエンス社、1990年）
  - (モーリス・オブストフェルド) クルーグマンの国際経済学 上 貿易編 ISBN 978-4864010061
  - (モーリス・オブストフェルド) クルーグマンの国際経済学 下 金融編 ISBN 978-4864010078
- Trade policy and market structure
  - （エルヘイナン・ヘルプマン）『現代の貿易政策　国際不完全競争の理論』 大山道広訳（東洋経済新報社、1992年）
- The Spatial Economy : Cities, Regions, and International Trade
  - （藤田昌久他）『空間経済学　都市・地域・国際貿易の新しい分析』　小出博之訳（東洋経済新報社、2000年）
- It's Baaack!Japan's Slump and the Return of the Liquidity Trap, Japan : Still Trapped, Further Notes on Japan's Liquidity Trap, Delusions of Respectability, Time on the Cross
  - （ラルス・E・O・スヴェンソン）『クルーグマン教授の〈ニッポン〉経済入門』 山形浩生訳（春秋社、2003年）
- Macroeconomics
  - (ロビン・ウェルズ)『クルーグマン マクロ経済学』 大山道広他訳、(東洋経済新報社 2009年3月20日)
- Microeconomics
  - (ロビン・ウェルズ)『クルーグマン ミクロ経済学』 大山道広他訳、(東洋経済新報社2007年9月)